# Isolde Tarrach
Isolde Tarrach (* um 1959) ist eine deutsche Moderatorin und Drehbuchautorin.

## Leben und Wirken
Isolde Tarrach moderierte von 1986 bis 1991 die bei RTL plus ausgestrahlte Fernsehsendung Action – Neu im Kino, in der sie aktuelle Kinofilme vorstellte. Nachdem die Sendung eingestellt worden war, engagierte die UFA Film- und Fernsehproduktion sie als Chefautorin bei der Seifenoper Verbotene Liebe.
Anschließend schrieb sie mehrere Folgen der ZDF-Fernsehserien Hotel Elfie und Die Auberger.
1997 hatte sie einen Kurzauftritt in dem Fernsehfilm Die Oma ist tot, in dem Hape Kerkeling die Hauptrolle übernommen hatte.
Aus ihrer Beziehung mit dem Musikmanager Monti Lüftner ging eine Tochter hervor.